# Вариации хот-дога

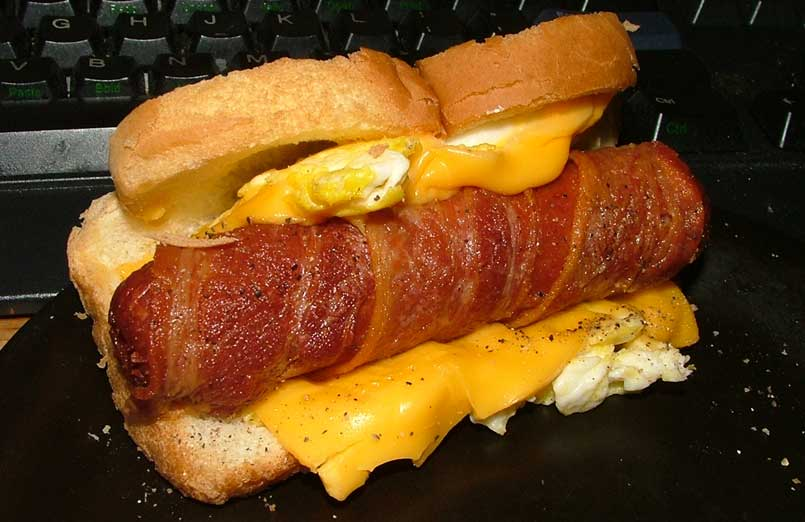
Хот-Дог из Нью-Джерси с сыром

Разные регионы мира имеют собственные вариации хот-дога в зависимости от вида используемого мяса, добавляемых приправ и способа его приготовления.

## Соединенные Штаты
Хот-доги — очень популярное блюдо на всей территории Соединённых Штатов. Существует множество региональных вариаций.

### Аляска
Хот-доги, приготовленные из мяса карибу, продаются как «олень-доги» по всей Аляске.

### Аризона

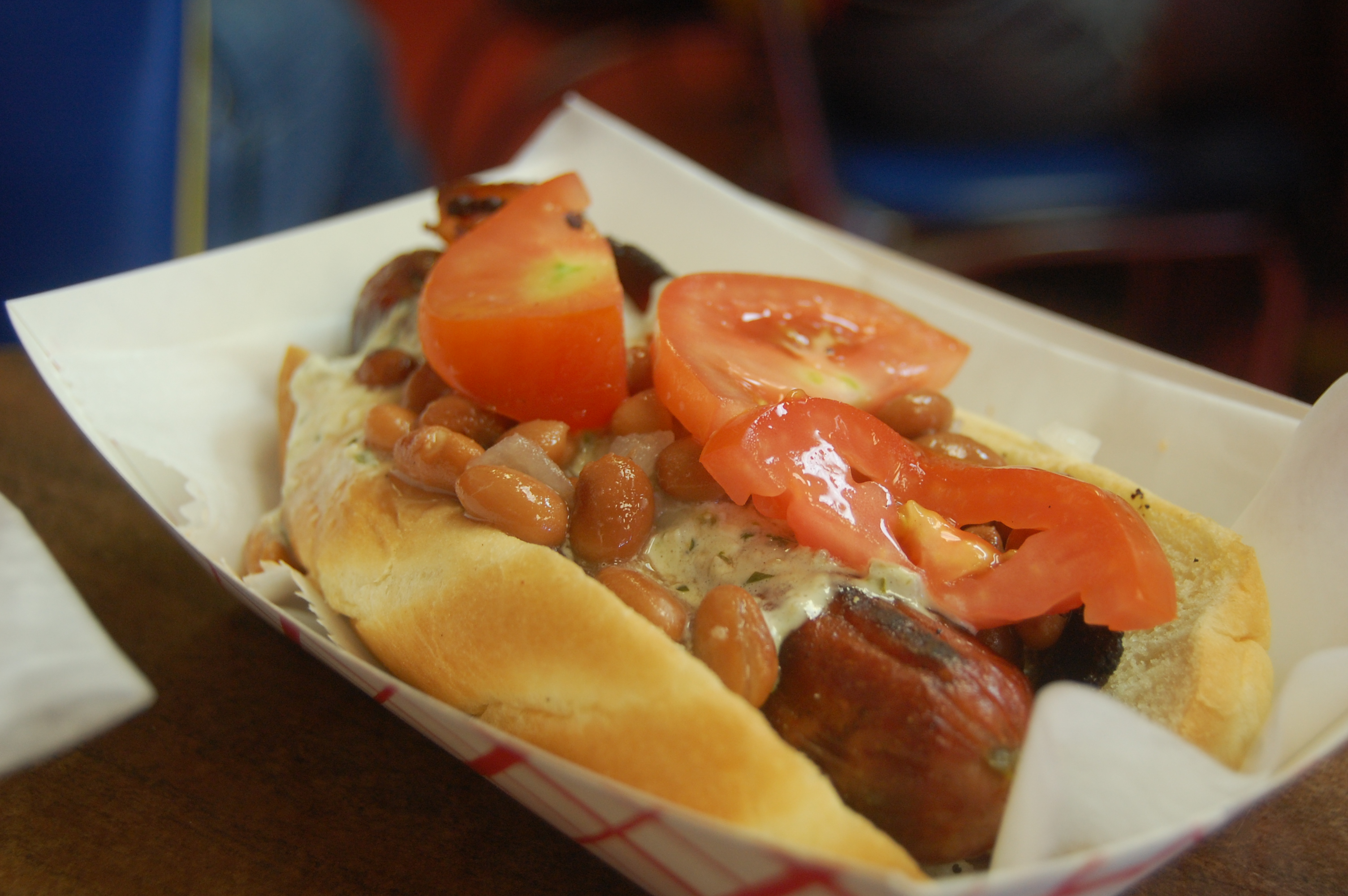
Соноранский хот-дог с бобами пинто, помидорами и плавленым сыром

Соноранский хот-дог популярен в Тусоне, Финиксе и других местах южной Аризоны, а также в соседнем мексиканском штате Сонора, где он появился.

### Калифорния
В Лос-Анджелесе Pink’s Hot Dogs продвигает себя через своих клиентов-знаменитостей, а также с помощью своих чили-догов, которых готовят из разных ингредиентов. В местной сети Tommy's также есть чили-доги, где наряду с гораздо более известными гамбургерами с чили подают хот-доги премиум-класса с качественными ингредиентами, а в другой местной сети The Hat, специализирующейся на пастрами, хот-доги также присутствуют.
Другие известные сети Лос-Анджелеса, которые делают хот-доги, включают «Хот-дог на палочке», в котором подают блюдо, похожее на корн-дог, и «Венершницель», сеть, которая позиционирует себя как «Крупнейшая в мире сеть ресторанов хот-догов». «Собака Доджера» продаётся на стадионе «Доджер».
Уличные торговцы в Лос-Анджелесе также подают «Даунтаун Дог» или «Эл Эй Стрит Дог» — хот-дог в мексиканском стиле, завернутый в бекон, с жареным луком, халапеньо и болгарским перцем, а также горчицей, кетчупом и майонезом в качестве соусов. Обычно их продают возле ночных клубов и баров уличные торговцы, которые готовят хот-доги на гриле в маленьких тележках. Законность таких операций может быть сомнительной, из-за чего местные жители иногда называют эти лакомства «Опасными собаками».

### Коннектикут

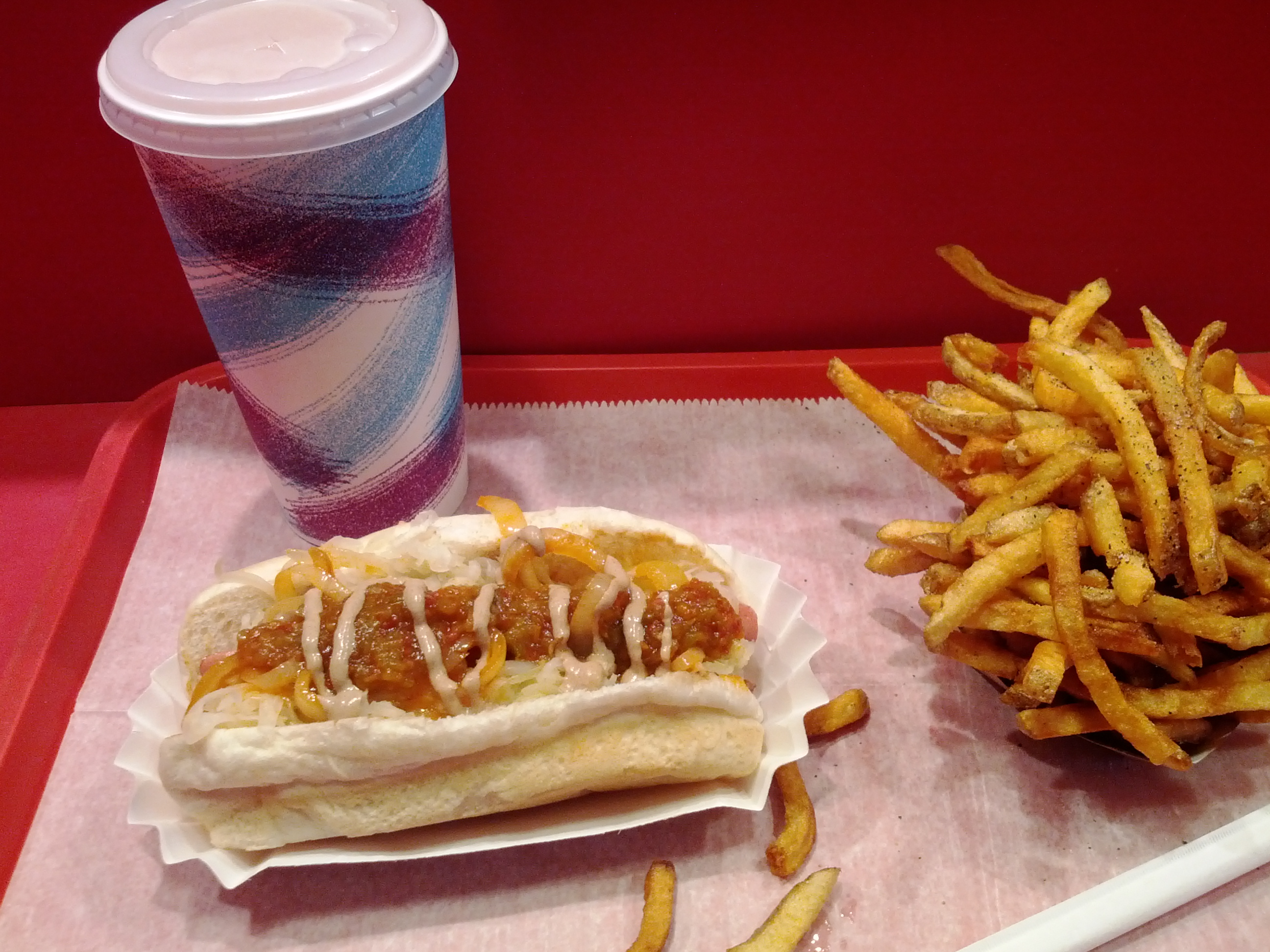
Супер-Дупер сосиска из Фэрфилда, Коннектикут

В хот-дог-ресторанах Коннектикута часто подают сосиски, произведенные местными семейными предприятиями, такими как Hummel Bros, Martin Rosol или Grote & Weigel, при этом крупные бренды встречаются относительно реже. Хот-доги обычно подаются с Ново-английскими ролами. В остальном коннектикутский стиль не сильно отличается, хотя жарка во фритюре и домашние приправы являются обычным делом.

## Чили
Разновидность хот-дога, распространенная в Чили, известна под названием комплето.